# Electric Fire
Electric Fire es el cuarto álbum en solitario de Roger Taylor, baterista de Queen. Cuenta con una versión de la canción de John Lennon «Working Class Hero».

## Lista de temas
Todas las canciones son de Roger Taylor, excepto las que se indiquen.
1. "Pressure On" – 4:56
2. "A Nation of Haircuts" – 3:32
3. "Believe in Yourself" – 5:00
4. "Surrender" – 3:36
5. "People on Streets" – 4:11
6. "The Whisperers" (Taylor, Nicholas Evans) – 6:05
7. "Is It Me?" – 3:23
8. "No More Fun" – 4:13
9. "Tonight" – 3:44
10. "Where Are You Now?" – 4:48
11. "Working Class Hero" (John Lennon) – 4:41
12. "London Town – C'mon Down" – 7:13

## Personal
- Roger Taylor - voz, batería, percusión, teclados, bajo, guitarras
- Keith Prior - batería
- Steve Barnacle - bajo
- Mike Crossley - teclados
- Jason Falloon - guitarras, bajo
- Keith Airey - guitarras
- Mateo Exelby - guitarras
- Jonathan Perkins - teclados, voces
- Treana Morris - voz

## Singles
- "Pressure On" (UK #45)
- "Surrender" (UK #38)